# Istenszülő elszenderedése fatemplom (Bükk)
A bükki kolostor Istenszülő elszenderedése fatemploma műemlékké nyilvánított épület Romániában, Szilágy megyében. A romániai műemlékek jegyzékében az  SJ-II-m-B-05020 sorszámon szerepel.

## Története
A templom eredetileg Felsőnyárlón épült, és 1997-ben telepítették át az 1994-ben alapított bükki kolostorba.